# Michelle Trachtenberg
Michelle Christine Trachtenberg (New York, 11 oktober 1985 – aldaar, 26 februari 2025) was een Amerikaans actrice. Ze was bekend van haar rollen in onder meer de film Eurotrip en de televisieseries Buffy the Vampire Slayer en Gossip Girl.

## Loopbaan
Trachtenberg groeide in een Joods gezin op in Sheepshead Bay, een buurt in het New Yorkse stadsdeel Brooklyn. Op driejarige leeftijd was ze al te zien in een reclamespot. Het jonge talent zou er meer dan honderd doen. Toen Trachtenberg vijf jaar oud was kreeg ze haar eerste rol, ze speelde Dinah Driscoll in een aflevering van Law and Order, aflevering God Bless the Child. Twee jaar later, in 1993 speelde ze in een aflevering van Clarissa Explains It All samen met Melissa Joan Hart.
Trachtenberg kreeg toen een rolletje in All My Children als Lily Benton Montgomery en in The Adventures of Pete and Pete, waar ze van 1994 tot 1996 verscheen als Nona Mecklenberg. In 1996 speelde ze in de film Harriet the Spy met Gregory Smith en Rosie O'Donnell, ze speelde daar de hoofdrol, Harriet M. Walsh. In 1999 kreeg Trachtenberg de rol aangeboden van Penny in Inspector Gadget. Op de set van All My Children kreeg ze van Sarah Michelle Gellar de rol aangeboden voor Dawn Summers, het zusje van Buffy in Buffy the Vampire Slayer. Ze speelde deze rol van 2001 tot 2003 en ze mocht in de serie de allerlaatste zin zeggen. Later  speelde ze in de films Eurotrip (Jenny), Mysterious Skin (Wendy) en in Ice Princess (Casey Carlyle). In 2006 kreeg ze ook een gastrol in haar lievelingsserie House. Tussen 2008 en 2011 speelde ze in enkele afleveringen de rol van Georgina in de Amerikaanse tv serie Gossip Girl.
Op 26 februari 2025 overleed Trachtenberg op 39-jarige leeftijd. Haar moeder vond haar die dag in haar appartement, buiten bewustzijn. In de maanden voor haar dood had ze een levertransplantatie ondergaan. Uit laboratoriumtests werd vastgesteld dat ze een natuurlijke dood is gestorven als gevolg van complicaties door diabetes.

## Discografie
- Buffy the Vampire Slayer Cast - Once More, with Feeling (2002) (gastzang)